# Меллинг, Гарри
Га́рри Э́двард Ме́ллинг (англ. Harry Edward Melling, род. 13 марта 1989, Лондон) — английский актёр, известный по роли Дадли Дурсля в серии фильмов о Гарри Поттере.

## Биография
Гарри Меллинг родился  17 марта в  Лондоне, в семье матери одиночки Джоанны Траутон, он является внуком актёра Патрика Траутона, сыгравшего в конце 60-х годов Второго Доктора в научно-фантастическом сериале «Доктор Кто». Учился в школе Хедон на севере Лондона, затем в школе Милл Хилл. Он учился в театральном училище в Северо-Западном Лондоне и окончил Лондонскую академию музыки и драматического искусства. Играет в Национальном молодёжном театре.
Меллинг снимался в роли Дадли Дурсля в фильмах о Гарри Поттере с 2001 года по 2008 год. В 2008 году он дебютировал на сцене Национального молодёжного театра в ремейке пьесы «Мамаша Кураж и её дети» вместе с Фионой Шоу, которая играла его мать Петунию Дурсль в фильмах о Гарри Поттере. В 2010 году он исполнил роль Джилла в эпизоде «Тень чародея» телесериала BBC «Мерлин» и снялся в роли Роберта Брауна в телесериале «Просто Уильям».
В октябре 2008 года было объявлено, что Меллинг сильно потерял в весе, и его внешний вид с момента съёмок последнего Гарри Поттера изменился до неузнаваемости. Для исполнения роли Дадли в фильме «Гарри Поттер и Дары Смерти. Часть 1» актёру пришлось сделать специальный «толстый» костюм. Меллинг положительно отнёсся к изменению в своей фигуре, сказав, что ему теперь проще будет начать новую карьеру, избавившись от стереотипа, связывающего его исключительно с Дадли.
С 2020 года регулярно снимается.

## Фильмография
| Год       |    | Русское название                    | Оригинальное название                         | Роль           |
| --------- | -- | ----------------------------------- | --------------------------------------------- | -------------- |
| 2001      | ф  | Гарри Поттер и философский камень   | Harry Potter and the Philosopher's Stone      | Дадли Дурсль   |
| 2002      | ф  | Гарри Поттер и тайная комната       | Harry Potter and the Chamber of Secrets       | Дадли Дурсль   |
| 2004      | ф  | Гарри Поттер и узник Азкабана       | Harry Potter and the Prisoner of Azkaban      | Дадли Дурсль   |
| 2005      | тф | Друзья и крокодилы                  | Friends and Crocodiles                        | Оливер         |
| 2007      | ф  | Гарри Поттер и Орден Феникса        | Harry Potter and the Order of the Phoenix     | Дадли Дурсль   |
| 2008      | ки | Гарри Поттер и Орден Феникса        | Harry Potter and the Order of the Phoenix     | Дадли Дурсль   |
| 2008—2012 | с  | Мерлин                              | Merlin                                        | Гилли          |
| 2009—2010 | с  | Закон Гарроу                        | Garrow’s Law                                  | Джордж Пиннок  |
| 2010      | с  | Просто Уильям                       | Just William                                  | Роберт Браун   |
| 2010      | ф  | Гарри Поттер и Дары Смерти. Часть 1 | Harry Potter and the Deathly Hallows — Part 1 | Дадли Дурсль   |
| 2011      | ф  | Фелисити                            | Felicity                                      | Сэм            |
| 2012      | ф  | Я мыслю, следовательно              | I Think, Therefore                            | Джордж         |
| 2013      | ф  | Джо Мистри                          | Joe Mistry                                    | Джо            |
| 2014—2016 | с  | Мушкетёры                           | The Musketeers                                | Бастьен        |
| 2014      | ф  | Ветер перемен                       | Winds of Change                               | Гас            |
| 2016      | ф  | Затерянный город Z                  | The Lost City of Z                            | Уильям Барклай |
| 2017      | ф  | Война токов                         | The Current War                               | Бенджамин Вейл |
| 2018      | ф  | Баллада Бастера Скраггса            | The Ballad of Buster Scruggs                  | Артист         |
| 2018      | ф  | Голкипер                            | Trautmann                                     | Сержант Смайт  |
| 2019      | ф  | В ожидании варваров                 | Waiting for the Barbarians                    | Солдат         |
| 2019      | с  | Война миров                         | The War of the Worlds                         | Артиллерист    |
| 2019      | с  | Тёмные начала                       | His Dark Materials                            | Сиссельман     |
| 2020      | ф  | Произнесите свои молитвы            | Say Your Prayers                              | Тим            |
| 2020      | ф  | Бессмертная гвардия                 | The Old Guard                                 | Стивен Меррик  |
| 2020      | ф  | Дьявол всегда здесь                 | The Devil All The Time                        | Рой Лаферти    |
| 2020      | с  | Ход королевы                        | The Queen’s Gambit                            | Гарри Белтик   |
| 2021      | ф  | Макбет                              | The Tragedy of Macbeth                        | Малкольм       |
| 2022      | ф  | Пожалуйста, детка, пожалуйста       | Please Baby Please                            | Артур          |
| 2022      | ф  | Всевидящее око                      | The Pale Blue Eye                             | Эдгар Аллан По |
| 2023      | ф  | Шошана                              | Shoshana                                      | Джеффри Мортон |
| 2024      | с  | Волчий зал: зеркало и свет          | Wolf Hall: The Mirror and the Light           | Томас Риотесли |
| 2024      | ф  | Урожай                              | Harvest                                       | Кент           |
| 2025      | ф  | Варенье из бабочек                  | Butterfly jam                                 | TBA            |

## Театр
- «Мамаша Кураж и её дети» (2009): Швейцеркаас
- Спальня, Логова и другие формы Магии (2010). Человек.
- «Женщины, Берегитесь женщин» (2010): Уор
- «Школа злословия» (2011): Сэр Бенджамин
- Когда вы в последний раз встречали мою маму? (2011) Иэн.
- Я камера (2012) Кристофер Ишервуд.
- Привкус семьи Робинсон (2013) Шон Робинсон.
- Теплица (2013). Ягненок.
- Король Лир (2013—2014). Дурак.
- Торговля (2014) Парень.
- Злая бригада (2014). Моррис, Командир, Пророк, Осведомитель, Менеджер, Джим.
- Рука к Богу (2015) Джейсон\Тайрон.
- Король Лир (2016) Эдгар.
- Варенье (2017). Кейн.